# Psittacara wagleri
El perico de frente escarlata (Psittacara wagleri), también conocido como aratinga de Wagler, perico frentirrojo, periquito de frente roja o chacaraco, es una especie de ave sudamericana del género Psittacara, de la familia de los loros (Psittacidae), que se distribuye por Venezuela, Colombia, Ecuador y Perú.  En quechua ancashino, reciben el nombre de qaqchu.en el departamento del Huila, en Colombia son conocidos como Catarnica. 